# Образовање у Северној Македонији
Образовање у Северној Македонији има дугу историју и разноврстан развој.

## Историја
Развој школства, просвете и народне културе у Македонији почео је 30-их година 19. века, а интензивирао се после Кримског рата, али су после 1870. године многе школе пале у руке Бугарске егзархије, а истовремено је дошло до јачања стране пропаганде у Македонији тако да је процес образовања кренуо у другом правцу.

### Оснивање првих школа
Почетком 19. века у Македонији, једини центри македонско-словенске писмености биле су келијске школе при црквама и манастирима у којима се школовало свештенство.
Међутим, развојем трговине и занатства створила се потреба, али и услови за стварање школа са световним образовањем које би задовољиле потребе македонског грађанства. Међутим, отварање првих световних школа на македонском народном језику омела је неразвијеност македонског грађанства и Цариградске патријаршије, односно грчка пропаганда у Македонији.
Патријаршија у Македонији имала је разгранат школски систем у коме се настава изводила на грчком језику и распрострањена грчка култура.
Стога је процес стварања македонских школа почео борбом да се грчки језик потисне и замени македонским народним језиком у грчким школама. Велику улогу у овој борби одиграли су македонски учитељи који су се школовали у Грчкој и као грчки учитељи имали прилику да постепено избаце грчки језик из наставе.
Прве школе биле су у: Скопљу (1835 или 1836), Велесу (1837), Банском (1838), Штипу (1840), Прилепу (1843), Куманову и Тетову (1852). Поред црквених, у ове школе су уведени и световни предмети, а велике заслуге за развој наставе у овим школама имао је Јордан Хаџи Константинов-Џинот.

## Правни оквир

### Предшколско образовање
Образовање почиње од најмлађег узраста. Предшколско васпитање и образовање у узрасту од 3 до 6 година је кључно за развој мозга и учење, посебно развој интелектуалне радозналости, истрајности, социјалних вештина и емоционалне стабилности у детињству и адолесценцији. Ове вештине су подједнако важне за успех деце у доживотном учењу, социјалној интеграцији, личном развоју и касније, у запошљавању. Предшколско васпитање и образовање је факултативно и регулисано је Законом о дечјој заштити, а већину надлежности има Министарство рада и социјалне политике. Завод за развој образовања истиче потребу доношења посебног закона о предшколском васпитању и образовању и потпуног преношења надлежности на Министарство просвете и науке, како би се подигао квалитет и унапредила функционална повезаност са основним образовањем. И поред тренда повећања обухвата деце предшколским образовањем, он је на незадовољавајућем нивоу и за децу узраста 36-59 месеци износи 36,8%. Посебно је слаб обухват у руралним подручјима и ромским насељима, као и за децу са сметњама у развоју. Недостатак простора је један од главних разлога за слабу покривеност. Број деце по групи је обично два до три пута већи од законски прописаног, а упис деце је отежан због дугих листа чекања.

### Школско образовање
У Македонији основно и средње образовање је обавезно за сву децу. Посебним законима, Законом о основном образовању и васпитању и Законом о средњем образовању и васпитању, уређују се образовни процес, делатност, организација, функционисање и управљање оба нивоа образовања. Закон о основном образовању и васпитању заснива се на праву на бесплатно и квалитетно образовање сваког детета (члан 3.) и истиче основне принципе основног образовања, укључујући најбољи интерес детета, једнакост, доступност, доступност и инклузивност, квалитет образовања и васпитања. и међународна упоредивост знања ученика и др. (члан 4). Законом о средњем образовању и васпитању је прописано да је средње образовање (гимназијско и стручно) обавезно за сваког грађанина, бесплатно и под једнаким условима за све (члан 3). И поред тога што је основно и средње образовање обавезно и бесплатно, 1,7% деце није укључено у основно образовање, док 8,4% није укључено у средње образовање. Приступ образовању је посебан изазов за ромску децу, од којих 18,7% не похађа основно образовање, а 52,8% не похађа средње образовање. Уложени су одређени напори да се њихов обим повећа, али постоји низ системских препрека које отежавају овај процес. Ученици који нису примили неопходне вакцине остају ван образовног система. Уставни суд је закључио да условљавање уписа детета у основну школу подношењем доказа о вакцинацији није дискриминација. Више пута се указује Влади на потребу проналажења решења које неће ометати ову децу у остваривању права на образовање, али проблем није превазиђен. Деца са ретким стањима/болестима која дуже време нису у могућности да похађају редовну наставу, не добијају увек адекватну подршку у школама. Током пандемије КОВИД-19, ученици су имали значајне проблеме са похађањем онлајн наставе. Нису сви ученици могли да похађају онлајн наставу (због недостатка техничких уређаја и интернета) и да добију исти ниво подршке код куће. Неопходне припреме за академску 2020/21. годину нису биле благовремене. Нити је наставни кадар прошао потребну обуку, нити су обезбеђени технички уређаји и интернет за ученике који то нису имали. Током планирања није било опсежних консултација наставника, родитеља и ученика.

## Циљеви образовања
Приступ квалитетном образовању је основно право сваког детета.
Законом о основном образовању и васпитању дефинисани су циљеви основног образовања и васпитања (члан 7) и међу њима: обезбеђивање пуне покривености образовним процесом и одговарање на различите потребе свих ученика обезбеђивањем суштинског учешћа свих ученика у њему:
- Постизање националних стандарда за ученике основног образовања у областима као што су језичка писменост, учење других језика, математика, природне науке и технологија, дигитална писменост, лични и друштвени развој, демократска култура и грађанство, предузетништво и финансијска писменост као и уметничко изражавање, култура и мултикултура
- Развијање самопоуздања и свести ученика о својој индивидуалности и одговорности за своје поступке • васпитање за поштовање различитости, сарадњу, поштовање различитости, основних људских слобода и права, истраживачке способности и вештине, експериментисање и решавање проблема,
- Стицање општих и применљивих знања и вештина потребних у свакодневном животу или за даље образовање, • оспособљавање за даље образовање и доживотно учење
- Резултати ПИСА тестова показују да су способности ученика у читању, математици и науци испод међународни просек. Образовни систем недовољно развија критичко мишљење и научни приступ у сагледавању информација од стране ученика. Ученици не доживљавају наставни садржај као релевантан за свакодневни живот и применљив, њихова мотивација је у великој мери инструментална и уче због оцена, а не знања.
- Традиционалне наставне методе се претежно користе у школама, где је наставник преносилац знања, а ученици пасивни примаоци од којих се најчешће очекује репродукција знања[1].

Још увек постоји сегрегација ромских ученика, углавном кроз неформалне облике, друштвене притиске и праксе сегрегације. Статус „ромске школе“ разлог је што се ученици других националности уписују у суседне школе. Истовремено, у неким од вишејезичних школа настава је просторно и временски организована тако да не дозвољава ученицима са различитих наставних језика да заједно уче (у истој згради/делу зграде и у истом смена) и да има услове за директан контакт. Подела ученика по језичким и етничким линијама не подстиче упознавање и учење о другим етничким заједницама, већ доводи до стварања међунационалних подела које се даље рефлектују на друге области. Школске активности за изградњу разумевања, мира, толеранције и међуетничке интеграције углавном подржавају невладине организације.